# ロッカフィオリータ
ロッカフィオリータ（イタリア語: Roccafiorita）は、イタリア共和国シチリア州メッシーナ県にある、人口約200人の基礎自治体（コムーネ）。

## 地理

### 位置・広がり

#### 隣接コムーネ
隣接するコムーネは以下の通り。
- アンティッロ
- リーミナ
- モンジュッフィ・メリーア